# Małyj Brataliw
Małyj Brataliw (ukr. Малий Браталів, hist. pol. Bratałów Mały) – wieś na Ukrainie, w obwodzie żytomierskim, w rejonie żytomierskim, w hromadzie Lubar. W 2001 liczyła 901 mieszkańców, spośród których 899 wskazało jako ojczysty język ukraiński, a 2 rosyjski.